# Dorothea Köring
Dorothea Köring (n. 11 iulie 1880, Chemnitz, Germania – d. 13 februarie 1945, Dresda, Germania Nazistă) a fost o jucătoare de tenis germană, medaliată olimpică. A participat la o ediție a Jocurilor Olimpice (1912) în care a câștigat o medalie de aur și o medalie de argint.